# David Croft
David N. Croft (Brisbane, 22 dicembre 1979) è un ex rugbista a 15 australiano, terza linea flanker delle rappresentative dello Stato del Queensland, inclusi i Reds nel Super 12/14.

## Biografia
Nativo di Brisbane, Croft compì gli studi superiori al St. Joseph's College, Gregory Terrace di Brisbane, nella cui squadra di rugby a 15 si mise in luce come centro; passato nei Brothers Old Boys, rappresentò sia il Queensland che l'Australia a livello giovanile e, nel 2000, esordì nella rappresentativa statale nel campionato provinciale australiano.
Nel 2001 esordì nel Super Rugby nella franchise del Queensland, i Reds per i quali, in tale torneo, scese in campo in 92 incontri (116 totali, incluso il campionato provinciale).
Nel novembre 2002 debuttò negli Wallabies durante un test match contro l'Argentina a Buenos Aires, e scese in campo nelle rimanenti partite del tour di quel fine anno, contro Irlanda, Inghilterra e Italia.
Un anno più tardi fu incluso nella rosa dei convocati alla Coppa del Mondo di rugby 2003 che l'Australia disputò in casa, e nel corso della quale Croft fu schierato contro la Namibia.
Nel 2007 Croft vinse il premio di miglior giocatore stagionale dei Reds, e nella seconda parte dell'anno fu ingaggiato dai Melbourne Rebels, neoistituita formazione che prese parte all'effimero Australian Rugby Championship, durato una sola stagione; tornato ai Reds si vide riconfermato il riconoscimento per il 2008, ma a fine torneo Croft comunicò di aver deciso di continuare solo come dilettante, avendo scelto di intraprendere la carriera manageriale dopo la sua laurea in economia; le ultime apparizioni internazionali di Croft furono con la maglia dei Barbarians, che invitarono il giocatore per la serie di incontri di fine stagione contro Belgio, Irlanda e Inghilterra.
Tornato a tempo pieno al Brothers Old Boys, raggiunse nel 2009 la finale del campionato del Queensland, e si aggiudicò il premio di miglior giocatore del torneo; da fine stagione 2009 si è definitivamente ritirato.
Fuori dal rugby Croft è impegnato in attività di volontariato: nel 2006 fu nelle Filippine al seguito di una missione anglicana per promuovere la raccolta di fondi per la fornitura di acqua dolce nei villaggi di quel Paese.